# Seznam poutních míst litoměřické diecéze

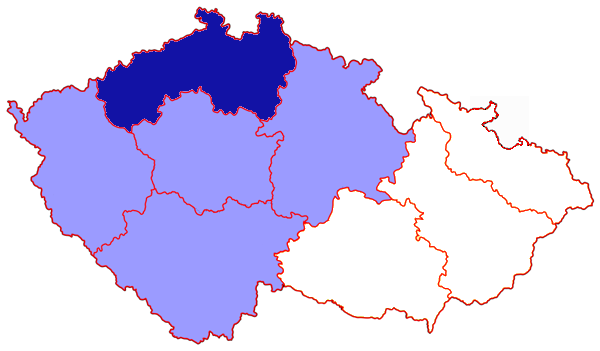
Litoměřická diecéze na mapě České republiky označena tmavě modře

Seznam poutních míst litoměřické diecéze spojených s úctou k Nejsvětější Trojici, k některé Božské osobě, k Panně Marii nebo k svatým vznikl na základě práce Franze Johanna Endlera Das soziale Wirken der katholischen Kirche in der Diözese Leitmeritz z roku 1903 a monografie Alfreda Hoppeho Des Österreichers Wallfahrtsorte z roku 1913, který za kritérium volil ta poutní místa, kde na počátku 20. století byl průměrný počet udělených svátostí vyšší než tisíc ročně. Obecně za poutní místo lze považovat každou sakrální stavbu nebo místo, kde se děje náboženský kult. Z tohoto hlediska jsou poutními místy v katolické církvi kostely, kaple i jiná místa kultu ve výroční den jejich zasvěcení a patronátu, v den kdy se na příslušném místě uskutečnilo nějaké zjevení či nadpřirozená událost nebo ve dny stanovené kompetentní církevní autoritou. Nejstarší poutní místa na území litoměřické diecéze, jako jsou Mariánské Radčice s kostelem Panny Marie Bolestné nebo Hejnice s kostelem Navštívení Panny Marie, která začala vznikat již ve 13. století, i když diecéze sama byla založena až v roce 1655. Svým vznikem k historicky nejmladším poutním místům patří od roku 1866 Filipov s bazilikou Panny Marie Pomocnice křesťanů. Z poutních míst nabyly regionálního významu na počátku 20. století Mariánské Radčice, Dolní Ročov, Česká Kamenice aj., zatímco celozemský význam měl Bezděz, Bohosudov a Filipov, do kterého putovala procesí katolických lužických Srbů ze sousedního Německa.

## Poutní místa

### Historie poutních míst
Důvodem vzniku poutních míst bylo uctívání Boha a svatých, ale také relikvií, soch nebo obrazů, které se ke kultu vážou. Je možné, že oblíbená mariánská poutní místa jsou reflexí Ježíšova prvního zázraku, který učinil na přímluvu své matky Panny Marie, když v Galilejské Káni proměnil vodu ve víno. Tehdy se v plné míře ukázala síla a moc přímluvy Ježíšovy matky, a proto se záhy věřící začali v pevné důvěře obracet právě k ní o přímluvu. Vzniku poutních míst zprvu předcházejí návštěvy jednotlivců, brzy se však na taková místa začínají organizovat zvláštní výpravy vícero osob či liturgická procesí. Kolem poutních míst, jako pomoc pro poutníky, vznikaly noclehárny zvané hospitaly či hospice. Také se často ujímaly těchto míst řeholní společenství. V obecném měřítku rozkvět poutních míst nastal ve středověku, zatímco v období reformace se poprvé na poutní místa útočilo a jejich význam poklesl. V litoměřické diecézi je vrcholem rozkvětu 17. a poté zvláště v 18. století, kdy vzniklo 65 % poutních míst, respektive 39. Zároveň byla také tato poutní místa nejvíce navštěvovaná. K zlomu došlo vydání císařského dekretu za Josefa II. z 27. července 1775, který zakázal taková procesí, při nichž museli poutníci přenocovat mimo svůj dům. Další dvorský dekret ze 7. říjen 1782 nařizoval, aby se konala jen nejjednodušší procesí a dvorské nařízení z 21. března 1784 všechna procesí a poutě úplně zakázalo. Zvláště pro menší poutní místa to znamenalo často trvalý zlom v jejich navštěvovanosti.
V roce 1796 byly poutě opět povoleny, ale již nikdy nenabyly tak velikého významu. Důvod byl také ve změněných společenských, ekonomických a kulturních podmínkách. K rozmachu poutních aktivit došlo v litoměřické diecézi až ve druhé polovině 19. století. Příkladem může být bazilika ve Filipově, která vznikla díky mariánskému zjevení v roce 1866 a další. V první polovině 20. století došlo k menšímu poklesu poutních aktivit, ale i v druhé polovině 20. století, včetně období komunistické totality, zůstávají poutě a poutní místa stále důležitým činitelem v církevním životě. Po pádu totality v Československu v roce 1989, dochází k obnovení poutí a vznikají i místa nových poutních aktivit (např. každý první pátek v měsíci v doksanském kostele Narození Panny Marie večerní pouť za duchovní povolání s eucharistickou adorací) či jsou znovu objevována starobylá poutní místa.
Význam poutních míst nespočívá pouze pro upevnění a vzbuzení křesťanské víry, ale mají také svůj vliv na profánní úrovni. V minulosti se tak šířily znalosti o jiných místech, krajích a zemích, povědomí o místních zvycích a životě, sloužily k šíření estetického ctění a měly i vliv na šíření obchodu jako body poutních a obchodních stezek.
Poutní místa podle doby vzniku
| vznik       | mariánská poutní místa | ostatní poutní místa | poutních míst celkem |
| ----------- | ---------------------- | -------------------- | -------------------- |
| 13. století | 2                      | 0                    | 2                    |
| 14. století | 4                      | 0                    | 4                    |
| 15. století | 2                      | 1                    | 3                    |
| 16. století | 3                      | 1                    | 4                    |
| 17. století | 15                     | 2                    | 17                   |
| 18. století | 11                     | 11                   | 22                   |
| 19. století | 3                      | 0                    | 3                    |
| 20. století | –                      | –                    | –                    |
| nejasné     | 2                      | 3                    | 5                    |
| celkem      | 42                     | 18                   | 60                   |

## Přehled poutních míst
| č.                                                                     | obec poutní místo                                                      | fotografie                                                             | důvod zbožné úcty a stručná historie | souřadnice programy kulturní památka                                                                                              |                                                                        |                                                                        |                                                                        |
| Poutní místa s úctou k Nejsvětější Trojici nebo k některé Božské osobě | Poutní místa s úctou k Nejsvětější Trojici nebo k některé Božské osobě | Poutní místa s úctou k Nejsvětější Trojici nebo k některé Božské osobě | Poutní místa s úctou k Nejsvětější Trojici nebo k některé Božské osobě | Poutní místa s úctou k Nejsvětější Trojici nebo k některé Božské osobě                                                            | Poutní místa s úctou k Nejsvětější Trojici nebo k některé Božské osobě | Poutní místa s úctou k Nejsvětější Trojici nebo k některé Božské osobě | Poutní místa s úctou k Nejsvětější Trojici nebo k některé Božské osobě |
| ---------------------------------------------------------------------- | ---------------------------------------------------------------------- | ---------------------------------------------------------------------- | --- | --- | ---------------------------------------------------------------------- | ---------------------------------------------------------------------- | ---------------------------------------------------------------------- |
| 1.                                                                     | Horní Habartice Kostel sv. Jana Křtitele                               |                                                                        | Dřevěná socha zajatého Spasitele Byla dopravena z bavorského pomezí Jiřím Hauptmannem (Habartice čp. 23), který pro ni v r. 1745 postavil kapli. V r. 1787 ji nahradil současný kostel. Po josefinském zákazu poutí je socha uctívána jen v Habarticích a nejbližším okolí. | 50°45′57″ s. š., 14°20′23″ v. d. Bohoslužby Noc kostelů (Q19901589)                                                               |                                                                        |                                                                        |                                                                        |
| 2.                                                                     | Chloumek Kostel Nejsvětější Trojice                                    |                                                                        | Zasvěcení kostela Nejsvětější Trojici Kostel založený na poč. 15. stol., přestavovaný v r. 1588, 1605, 1718 a 1765, byl od nepaměti poutním. Poutě k poctě N. Trojice jsou doloženy od konce 17. stol. V 19. stol. zaznamenáno průměrně 4–5 tis. poutníků ročně. | 50°22′24″ s. š., 14°30′27″ v. d. Bohoslužby 20586/2-1378 (Pk•MIS•Sez•Obr•WD) (Q12030443)                                          |                                                                        |                                                                        |                                                                        |
| 3.                                                                     | Jezeří Kaple P. Marie Bolestné                                         |                                                                        | Ostatek trnové koruny Do zámecké kaple byl z Vídně r. 1784 dán trn z Kristovy koruny a 2 cm úlomek kříže. Relikvii získal snad Kryštof z Lobkovic od Karla V. Poutě s výstavem relikvií byly o sobotách před 4. a 5. nedělí postní s obvyklým počtem poutníků 1200–3000. | 50°33′15″ s. š., 13°30′17″ v. d. Bohoslužby 42992/5-298 (Pk•MIS•Sez•Obr•WD) (Q2241772)                                            |                                                                        |                                                                        |                                                                        |
| 4.                                                                     | Jiřetín Kaple Povýšení sv. Kříže                                       |                                                                        | Kaple Povýšení sv. Kříže na Křížové hoře Při nástupu protireformace musela rodina Dontova do exilu. Nejmladší ze 7 synů, který byl nemocný, měl sen v němž ho Spasitel na kříži vyzval k návratu. Po návratu postavil na kopci krucifix a uzdravil se. Na místě vznikla kaple s tímto křížem. V l. 1763–1764 ji nahradila nová, k níž byla r. 1882 přistavěna věž. Poutní den je 14. září. | 50°52′12″ s. š., 14°34′12″ v. d. Bohoslužby 42202/5-3755 (Pk•MIS•Sez•Obr•WD) (Q1797685)                                           |                                                                        |                                                                        |                                                                        |
| 5.                                                                     | Krupka Kostel Nanebevzetí P. Marie                                     |                                                                        | Kopie Svatých schodů V kostele se slouží mše od r. 1331. R. 1738 byly zřízeny barokní mramorové tzv. „Svaté schody“ s 53 relikviemi. Nad nimi skulptura Ecce homo z pol. 18. stol. Poutníci spojovali cestu do bohosudovské baziliky také s návštěvou Krupky. | 50°41′10″ s. š., 13°51′22″ v. d. Bohoslužby 43267/5-2644 (Pk•MIS•Sez•Obr•WD) (Q12030338)                                          |                                                                        |                                                                        |                                                                        |
| 6.                                                                     | Krásná Kostel sv. Josefa                                               |                                                                        | Kopie Svatých schodů a úcta ke sv. Josefovi V l. 1756–1760 byla postavena z iniciativy léčitele Kittela v Krásné (Šumburku) svatojosefská kaple. R. 1761 v ní přibyly „Svaté schody“ o 28 stupních s relikviemi 8 svatých. Klement XIII. udělil od r. 1750 poutníkům odpustky. Šumburská svatojosefská pouť ke konci 19. stol. mívala průměrně kol. 3000 poutníků. | 50°41′40″ s. š., 15°12′50″ v. d. Bohoslužby 28226/5-81 (Pk•MIS•Sez•Obr•WD) (Q19929098)                                            |                                                                        |                                                                        |                                                                        |
| Trojiční poutní místa se zaniklou stavbou                              |                                                                        |                                                                        | | |                                                                        |                                                                        |                                                                        |
| 7.                                                                     | Obrovice Kaple Bičování Krista                                         |                                                                        | Kaple Bičování Krista (lat. „ad Jesum flagell“) Byla postavena r. 1766 a zasvěcena tajemství Kristova bičování. R. 1856 novogoticky přestavěna. Navštěvována byla poutníky z blízkého okolí. Na počátku 20. stol. průměrně přicházelo kol. 500 poutníků ročně. | 50°17′9″ s. š., 13°11′30″ v. d.                                                                                                   |                                                                        |                                                                        |                                                                        |
| 8.                                                                     | Verneřice Kaple Nejsvětější Trojice                                    |                                                                        | Kaple Nejsvětější Trojice na Božím Vrchu (něm. Gottesberg) Na poč. 18. stol. byl v místě kříž. Nahrazen byl 1732–1733 kaplí rozšířenou ochozem s křížovou chodbou a v r. 1737 poustevnou. R. 1733 kol. 4 tis. poutníků ročně, r. 1741 přes 10 tis. poutníků. Na poč. 20. stol. kol. 1000 poutníků a četná procesí. Stavba byla odstřelena 16. 1. 1975. | 50°40′7″ s. š., 14°17′17″ v. d.                                                                                                   |                                                                        |                                                                        |                                                                        |
|                                                                        |                                                                        |                                                                        | | |                                                                        |                                                                        |                                                                        |
| Poutní místa s úctou k Panně Marii                                     |                                                                        |                                                                        | | |                                                                        |                                                                        |                                                                        |
| 9.                                                                     | Andělská Hora Kostel P. Marie Sněžné                                   |                                                                        | Kostel Panny Marie Sněžné Původní dřevěná kaple z r. 1682 byla zasvěcena sv. Václavovi. R. 1816 na místě postaven kamenný kostel, přestavěný r. 1838. Na hlavním oltáři umístěn obraz P. Marie Sněžné od malíře J. Quaisera z r. 1826. Poutě 5. srpna v 19. a 20. stol. byly navštěvovány z okolí i ze sousední Lužice. | 50°47′56″ s. š., 14°57′23″ v. d. Bohoslužby 52178/5-5945 (Pk•MIS•Sez•Obr•WD) (Q19602287)                                          |                                                                        |                                                                        |                                                                        |
| 10.                                                                    | Bezděz Kaple sv. Michaela archanděla                                   |                                                                        | Dřevěná socha Panny Marie Montserratské (dnes umístěna v kostele sv. Bartoloměje v Doksech) Kopii Monserratské madony z černého dřeva z poč. 17. stol. umístil do kaple opat Penelosa. V r. 1642 ukryta před Švédy, navrácena 8. 9. 1666. V r. 1714 zde bylo na pouti 13.638 komunikantů a v r. 1740 již 40.057. Po zrušení benediktinského kláštera byla soška 20. 2. 1786 přenesena do Doks. | 50°32′21″ s. š., 14°43′13″ v. d. Bohoslužby příležitostně 11771/5-2821 (Pk•MIS•Sez•Obr•WD) (Q13434519)                            |                                                                        |                                                                        |                                                                        |
| 11.                                                                    | Bezno Kostel sv. Petra a Pavla                                         |                                                                        | Barokní socha Panny Marie Bolestné Původně byla socha ve zvláštní kapli. Když byl v l. 1750–1755 postaven kostel, byla do něj socha přenesena a umístěna na zvláštním oltáři. O svátku P. Marie Bolestné na pouť přicházelo kol. 2 tis. poutníků. | 50°22′3″ s. š., 14°47′45″ v. d. Bohoslužby 24232/2-1484 (Pk•MIS•Sez•Obr•WD) (Q19970489)                                           |                                                                        |                                                                        |                                                                        |
| 12.                                                                    | Bohosudov Bazilika P. Marie Bolestné                                   |                                                                        | Gotická milostná socha Panny Marie Bolestné Vysoká 15 cm, asi z kláštera strážkyň sv. Hrobu ze Světce u Bíliny zničeného husity. Nalezena r. 1425 v Krupce. V místě byla zprvu kaple, poté kostel a nakonec bazilika spravovaná jezuity. Nejvýznamnější poutní místo severních Čech. R. 1720 kol. 100 tis. poutníků. V. pol. 20. stol. asi 30 tis. | 50°40′54″ s. š., 13°52′19″ v. d. Bohoslužby Pouť 43468/5-2658 (Pk•MIS•Sez•Obr•WD) (Q20064718)                                     |                                                                        |                                                                        |                                                                        |
| 13.                                                                    | Bozkov u Semil Kostel Navštívení P. Marie                              |                                                                        | Dřevěná socha Panny Marie a kostel Navštívení Panny Marie Kostel, který je poutním místem už od r. 1384, byl za husitství zničen a po 50 letech obnoven v místech, kde v létě napadl sníh. V l. 1680–1693 zde postaven nový kostel s 1 m vysokou sochou P. Marie s Ježíškem. Poutě od 17. stol. Na počátku 20. stol. kol. 70 procesí s asi 15 tis. poutníky. | 50°38′23″ s. š., 15°20′12″ v. d. Bohoslužby Noc kostelů 18847/6-2499 (Pk•MIS•Sez•Obr•WD) (Q13416081)                              |                                                                        |                                                                        |                                                                        |
| 14.                                                                    | Březno u Chomutova Kostel sv. Petra a Pavla                            |                                                                        | Gotická socha Panny Marie Socha z období kol. 1450, nalezená při kopání studny v l. 1632–1637 je umístěna ve skleněné vitríně (svatyňce) v kostele. Až do josefinských reforem cíl četných poutí. Poté jen několik procesí z okolí o slavnosti Nanebevzetí P. Marie. | 50°24′6″ s. š., 13°25′16″ v. d. Bohoslužby 14292/5-470 (Pk•MIS•Sez•Obr•WD) (Q19970490)                                            |                                                                        |                                                                        |                                                                        |
| 15.                                                                    | Cínovec Kostel Nanebevzetí Panny Marie                                 |                                                                        | Gotická socha Madony Do zbořené kaple Navštívení P. Marie v Předním Cínovci chodili poutníci 4x ročně. V ní byla umístěna pozdně gotická vyřezávaná oltářní archa se sochou Madony uprostřed a výjevy z mariánské legendy na křídlech ze 16. stol. Dnes je v kostele v Cínovci. | 50°43′58″ s. š., 13°46′34″ v. d. Bohoslužby Pouť 43509/5-2575 (Pk•MIS•Sez•Obr•WD) (Q24045064)                                     |                                                                        |                                                                        |                                                                        |
| 16.                                                                    | Česká Kamenice Kaple Narození P. Marie                                 |                                                                        | Gotická socha Panny Marie Socha z 15. stol. původně v městském kostele byla r. 1680 přemístěna do hřbitovní kaple. R. 1706 se u ní začalo objevovat světlo a začaly poutě. R. 1730 u ní vyslyšeno 128 proseb. V l. 1736–1739 postavena nová kaple a r. 1749 křížová cesta. Poutě v den Narození P. Marie. Počátkem 20. stol. 10 tis. poutníků ročně. | 50°48′8″ s. š., 14°24′57″ v. d. Bohoslužby 16027/5-4112 (Pk•MIS•Sez•Obr•WD) (Q12046558)                                           |                                                                        |                                                                        |                                                                        |
| 17.                                                                    | Česká Lípa Kostel Narození P. Marie                                    |                                                                        | Milostný obraz Piety Obraz z doby před r. 1651 byl původně umístěn v kapli. Populární se stal v době moru v l. 1680 a 1713. R. 1751 přenesen do kostela. Uctíván zvláště v době cholery občany České Lípy. Poutě zejména v den Narození P. Marie. | 50°41′20″ s. š., 14°32′24″ v. d. Bohoslužby 18743/5-2776 (Pk•MIS•Sez•Obr•WD) (Q15208440)                                          |                                                                        |                                                                        |                                                                        |
| 18.                                                                    | Děčín Kaple P. Marie Sněžné                                            |                                                                        | Obraz Panny Marie Sněžné v kapli při kostele Povýšení sv. Kříže Kopie milostného obrazu Salus Populi Romani z baziliky Santa Maria Maggiore z r. 1750 posvěcená Benediktem XIV. Hlavní pouť 5. srpna v den Posvěcení římské baziliky P. Marie. | 50°46′45″ s. š., 14°12′51″ v. d. Bohoslužby 18815/5-4083 (Pk•MIS•Sez•Obr•WD) (Q19941737)                                          |                                                                        |                                                                        |                                                                        |
| 19.                                                                    | Doksy Kostel sv. Bartoloměje a P. Marie Montserratské                  |                                                                        | Dřevěná socha Panny Marie Montserratské přenesená z Bezdězu Do kostela v Doksech umístěna 20. 2. 1786 na hlavní oltář pod obraz sv. Bartoloměje. Původní slávy jako Bezděze už nedosáhla a po obnově poutí v 19. stol. už měla jen místní význam. Naopak do kaple na Bezděze přicházejí poutníci i nadále. | 50°33′49″ s. š., 14°39′23″ v. d. Bohoslužby 27861/5-2877 (Pk•MIS•Sez•Obr•WD) (Q12030693)                                          |                                                                        |                                                                        |                                                                        |
| 20.                                                                    | Dolní Ročov Kostel Nanebevzetí P. Marie                                |                                                                        | Področovská Madona Gotická 1,5 m vysoká socha P. Marie snad z hradu Albrechta staršího z Kolovrat, který ji r. 1373 daroval augustiniánskému klášteru v Dolním Ročově. Umístěna na hlavním oltáři kostela z l. 1746–1750 od K. I. Dienzehofera. Ještě začátkem 20. stol. průměrně 15 tis. poutníků ročně. | 50°14′55″ s. š., 13°46′46″ v. d. Bohoslužby Pouť Noc kostelů 43254/5-1389 (Pk•MIS•Sez•Obr•WD) (Q20057656)                         |                                                                        |                                                                        |                                                                        |
| 21.                                                                    | Duchcov Kaple P. Marie Pomocné                                         |                                                                        | Kaple zasvěcená Panně Marii Pomocné Označení kaple stojící u nového hřbitova v Duchcově jako poutní mariánské svatyně vychází z práce F. J. Endlera z díla Das soziale Wirken der katholischen Kirche in der Diözese Leitmeritz (Königreich Böhmen). Kritériem tohoto označení byl fakt, že na přelomu 19. a 20. století do této svatyně přicházelo více než 1000 poutníků ročně. Není však jasné, zda jde o tuto kapli. | 50°36′9″ s. š., 13°45′37″ v. d. Bohoslužby příležitostně 43990/5-5274 (Pk•MIS•Sez•Obr•WD)                                         |                                                                        |                                                                        |                                                                        |
| 22.                                                                    | Filipov Bazilika P. Marie Pomocnice křesťanů                           |                                                                        | Bazilika zasvěcená Panně Marii Pomocnici křesťanů Nejmladší mariánská svatyně v litoměřické diecézi. V roce 1866 došlo ve Filipově k uzdravení Magdaleny Kadeové, které se zjevila P. Maria. Původní domek, kde došlo k uzdravení, byl přestavěn na chrám a vysvěcen v r. 1885, který byl v r. 1926 povýšen na baziliku minor. Ve 30. letech 20. stol. byl roční počet poutníků přes 100 tis. čímž se stal Filipov nejnavštěvovanějším mariánským místem v diecézi. Hlavní pouť je v noci ze 12. na 13. ledna ve 4 hodiny ráno v čas, kdy došlo k uzdravení. Účast na poutích je, vzhledem k poloze na českoněmecké hranici, většinou mezinárodní.                        | 50°58′50″ s. š., 14°35′52″ v. d. Bohoslužby Pouť Noc kostelů (Q11062167)                                                          |                                                                        |                                                                        |                                                                        |
| 23.                                                                    | Hejnice Kostel Navštívení P. Marie                                     |                                                                        | Gotická socha zvaná Sličná Matka (lat. Mater Formosa) Podle legendy r. 1211 chudý síťař koupil v Žitavě sošku P. Marie a umístil ji do duté vrby. Když se u ní modlil za nemocné, byli uzdraveni. V místě vznikla kaple, později gotický kostel. Do nástupu protestantismu přicházelo mnoho poutníků, dále pak po třicetileté válce. V l. 1692–1698 byl při kostele zřízen františkánský klášter. Poutě pokračují i ve 21. stol. | 50°52′32″ s. š., 15°10′57″ v. d. Bohoslužby 46793/5-4274 (Pk•MIS•Sez•Obr•WD) (Q11062142)                                          |                                                                        |                                                                        |                                                                        |
| 24.                                                                    | Horní Jiřetín Kostel Nanebevzetí P. Marie                              |                                                                        | Zasvěcení kostela Panně Marii Nanebevzaté Při velkém moru r. 1680 se lidé skryli v lesích a modlili k P. Marii. Když mor náhle přestal, na poděkování byl vystavěn zdejší chrám. Poutní pobožnost se konala před kostelem a r. 1700 byl postaven mariánský morový sloup. Při děkovných poutích u sloupu se zpívala místní píseň o moru a následovala mše v kostele. Od 2. pol. 19. stol. poutní aktivita začala upadat. | 50°34′24″ s. š., 13°32′53″ v. d. Bohoslužby 42353/5-334 (Pk•MIS•Sez•Obr•WD) (Q12030329)                                           |                                                                        |                                                                        |                                                                        |
| 25.                                                                    | Horní Police Kostel Navštívení P. Marie                                |                                                                        | Milostná socha Panny Marie Od r. 1291 majetek doksanskch premonstrátek. V r. 1523 řeka Ploučnice přinesla 75 cm vysokou sochu P. Marie. Poutě již v 1. pol. 16. stol. V l. 1683–1692 nový kostel od G. Broggia, jehož syn Octavio r. 1723 dokončil celý poutní areál. R. 1724 v oktávu Navštívení P. Marie zaznamenáno 34 320 poutníků. R. 1851 zřízena křížová cesta. V l. 1723–1825 celkem 2 768 060 sv. přijímání. | 50°42′14″ s. š., 14°24′4″ v. d. Bohoslužby Noc kostelů 14207/5-2975 (Pk•MIS•Sez•Obr•WD) (Q83735987)                               |                                                                        |                                                                        |                                                                        |
| 26.                                                                    | Chomutov Kostel Sv. Ducha                                              |                                                                        | Socha Panny Marie R. 1664 po rekatolizaci umístěna do špitálního kostela Sv. Ducha. Byla darována chomutovskému měšťanovi míšeňským rytířem. Uctívána byla místními měšťany a byly k ní pořádány na mariánské svátky poutě. | 50°27′32″ s. š., 13°25′20″ v. d. Bohoslužby viz Pravoslavná církevní obec v Chomutově 31014/5-884 (Pk•MIS•Sez•Obr•WD) (Q19970483) |                                                                        |                                                                        |                                                                        |
| 27.                                                                    | Chorušice Kostel Nanebevzetí P. Marie                                  |                                                                        | Obraz Panny Marie Bolestné (Pieta) na dřevě Datován ve filigrálním oznamentu r. 1539 a dodatečně ozdobený dvěma řadama drahokamů. Poutě doloženy v 17. stol. V 19. stol. o slavnosti Nanebevzetí P. Marie průměrně 2,5 tis. poutníků. | 50°23′25″ s. š., 14°40′29″ v. d. Bohoslužby 27195/2-1316 (Pk•MIS•Sez•Obr•WD) (Q18718618)                                          |                                                                        |                                                                        |                                                                        |
| 28.                                                                    | Chotěšov Kostel Nanebevzetí P. Marie                                   |                                                                        | Gotická dřevěná socha Panny Marie Kostel doložen k r. 1352 byl vybudován doksanskými premonstrátkami. Socha P. Marie asi z 15. stol. byla poutníky uctívána již v nejstarších dobách. V 19. stol. poutě upadaly, ale udržely se až do 21. stol. | 50°26′24″ s. š., 14°5′7″ v. d. Bohoslužby 21881/5-2058 (Pk•MIS•Sez•Obr•WD) (Q19970484)                                            |                                                                        |                                                                        |                                                                        |
| 29.                                                                    | Jablonné v Podještědí Bazilika sv. Vavřince a sv. Zdislavy             |                                                                        | Pozdně gotická socha Panny Marie (lat. Miraculosa effigies) Umístěna byla v původním gotickém chrámě a připomínána od roku 1510 jako zázračná socha P. Marie na půlměsíci. V pozdějším barokním kostele sv. Vavřince stála od r. 1770 na mariánském oltáři. Od josefinské reformy měly pouti k ní už pouze místní význam. Jablonné se však stalo díky hrobu sv. Zdislavy jedním z nejnavštěvovanějších míst v diecézi. | 50°45′56″ s. š., 14°45′44″ v. d. Bohoslužby Noc kostelů 23458/5-2997 (Pk•MIS•Sez•Obr•WD) (Q4121983)                               |                                                                        |                                                                        |                                                                        |
| 30.                                                                    | Klášterec nad Ohří Kostel Navštívení P. Marie                          |                                                                        | Dřevěná gotická socha a obraz Panny Marie Mariánská socha z l. 1480-1490 zakoupena spolu s obrazem r. 1650 od pražských augustiniánů instalovaná v Klášterci byla spojená se zázračnými uzdraveními, zvláště očí. Když Klement IX. vydal v l. 1667–1669 řadu odpustků pro oktáv svátku Navštívení P. Marie, přistupovalo v Klášterci ke svátostem kol. 14 tis. poutníků. | 50°23′5″ s. š., 13°10′6″ v. d. Bohoslužby 17891/5-549 (Pk•MIS•Sez•Obr•WD) (Q19831118)                                             |                                                                        |                                                                        |                                                                        |
| 31.                                                                    | Kostomlaty pod Milešovkou Kaple P. Marie Pomocné „U studánky“          |                                                                        | Obraz Panny Marie Pomocné na plátně a zázračná studánka Poutnímu místu dal vzniknout nemocný kostomlatský sládek, který si opatřil obraz P. Marie Pomocné. Po vnuknutí se napil z místní studánky a byl uzdraven. V r. 1748 byla u studánky postavena kaple se zmíněným obrazem. V 19. stol. navštěvovali poutníci Kostomlaty spolu s Bohosudovem. Poté co se vodou ze studánky uzdravil i bohosudovský jezuita P. Josef Dvořák, putovala sem procesí i z Bohosudova. Ročně na začátku 20. stol. kol. 3000 poutníků. Poutní den byl o Nanebevzetí P. Marie. | 50°33′31″ s. š., 13°52′39″ v. d. Bohoslužby                                                                                       |                                                                        |                                                                        |                                                                        |
| 32.                                                                    | Kravaře Kostel Narození P. Marie                                       |                                                                        | Obraz Panny Marie Pomocné (kopie Pasovské Madony) Do Kravař ji dal umístit biskup Šternberk, dříve kanovník v Pasově, který měl k tamní Madoně úctu. Leták z 18. stol. zaznamenal řadu vyslyšení proseb a poutníků bylo tolik, že kázání probíhala před kostelem. Procesí chodila zvláště z Holan a Kvítkova. Počet poutníků není znám, ale poutní místo mělo jen lokální význam. | 50°37′57″ s. š., 14°23′40″ v. d. Bohoslužby 33634/5-3054 (Pk•MIS•Sez•Obr•WD) (Q15290742)                                          |                                                                        |                                                                        |                                                                        |
| 33.                                                                    | Křešice Kostel Navštívení P. Marie                                     |                                                                        | Obraz Panny Marie z terakoty 50 cm vysoká kopie P. Marie Pasovské zakoupená r. 1679 nemocným litoměřickým řeznickým učněm, který byl u obrazu uzdraven. Z vděčnosti jej pověsil v Křešicích 20. 7. 1697 u studánky. Když po napití docházelo k uzdravení, dal biskup postavit O. Broggiem kapli a později kostel. Do Křešic putovali zvláště litoměřičtí biskupové. Za biskupa Valdštejna bylo zde ročně 18 tis. zpovědí a ještě na poč. 20. stol. bylo ročně 20 tis. poutníků a 30 procesí. Poutní den kol. 2. července na Navštívení P. Marie. Místo je živé i ve 21. století.                                                                                          | 50°31′18″ s. š., 14°13′17″ v. d. Bohoslužby Pouť Noc kostelů 29568/5-2105 (Pk•MIS•Sez•Obr•WD) (Q20057659)                         |                                                                        |                                                                        |                                                                        |
| 34.                                                                    | Květnov Kostel Navštívení P. Marie                                     |                                                                        | Soška Panny Marie Podle legendy v r. 1342 sošku nalezl pasáček v místě v houští. Místí obyvatelé pak na tom místě postavili kapli. V r. 1661 ji nahradil současný barokní kostel a začala poutní aktivita. R. 1674 vznikla před kostelem poutní kazatelna a r. 1685 kostel doplnila věž. Ještě počátkem 20. stol. ročně přicházelo 20 tis. poutníků. | 50°31′13″ s. š., 13°22′31″ v. d. Bohoslužby Pouť 45379/5-451 (Pk•MIS•Sez•Obr•WD) (Q19602283)                                      |                                                                        |                                                                        |                                                                        |
| 35.                                                                    | Liberec Kostel Nalezení sv. Kříže                                      |                                                                        | Pozdně gotická Pieta (Mater Dolorosa) Zhotovena r. 1506 pro nějaký anglický kostel. Za Jindřicha VIII. r. 1538 hozena do Temže. Po vylovení prodána hraběti F. Gallasovi, který ji odvezl do zámecké kaple ve Frýdlantu. Odtud jí získali liberečtí pro nový kostel sv. Kříže. Chodili k ní poutníci a kostel získal četné odpustky. R. 1752 zaznamenáno přes 10 tis. poutníků. Po josefinských reformách už poutě nedosáhly takového rozsahu. | 50°46′16″ s. š., 15°3′10″ v. d. Bohoslužby Noc kostelů 22868/5-3579 (Pk•MIS•Sez•Obr•WD) (Q18564500)                               |                                                                        |                                                                        |                                                                        |
| 36.                                                                    | Liběšice u Žatce Kostel sv. Martina                                    |                                                                        | Kopie obrazu Panny Marie z Altöttingu Obraz byl původně v obci Kluček a r. 1744 přenesen do Liběšic u Žatce. Od té doby jsou Liběšice poutním místem, zvláště o červencovém oktávu Navštívení P. Marie. Ještě poč. 20. stol. ročně bylo 10 tis. poutníků. R. 2004 biskup Koukl prohlásil kostel poutní svatyní a r. 2015 biskup Baxant zde otevřel Svatou bránu. | 50°17′35″ s. š., 13°37′19″ v. d. Bohoslužby Pouť 43189/5-1228 (Pk•MIS•Sez•Obr•WD) (Q18603825)                                     |                                                                        |                                                                        |                                                                        |
| 37.                                                                    | Ludvíkov pod Smrkem Kostel sv. Petra a Pavla                           |                                                                        | Obraz Panny Marie V kostele je mariánský obraz, který se těšil až do josefických reforem úctě mnoha poutníků. Od konce 19. stol. má Ludvíkov pod Smrkem jako poutní místo jen lokální význam. | 50°54′53″ s. š., 15°12′22″ v. d. Bohoslužby 16690/5-4401 (Pk•MIS•Sez•Obr•WD) (Q12030978)                                          |                                                                        |                                                                        |                                                                        |
| 38.                                                                    | Malměřice Kostel sv. Anny                                              |                                                                        | Milostný obraz „Černé Matky Boží“ V r. 1710 vybudován barokní kostel, který byl upravený a rozšířený r. 1713 a vysvěcený r. 1715. Tento jednolodní kostel byl cílem četných poutníků kvůli milostnému obrazu Panny Marie. Úcta k němu se udržela ve zmenšené míře až do 20. stol. | 50°7′ s. š., 13°23′5″ v. d. Bohoslužby 42305/5-1059 (Pk•MIS•Sez•Obr•WD) (Q20057665)                                               |                                                                        |                                                                        |                                                                        |
| 39.                                                                    | Mariánské Radčice Kostel P. Marie Bolestné                             |                                                                        | Milostná socha Panny Marie Bolestné Nejstarší poutní místo v diecézi z r. 1280. Odpustky místu udělil r. 1289 Mikuláš IV., Klement XI. i Pius IX. 140 cm vysoká socha stála v původním gotickém kostele, r. 1698 přemístěna do nového barokního kostela. V r. 1716 přijalo zde svátosti 50 tis. věřících. R. 1786 socha opatřena kovovým oblekem-hávem. Místo patří od počátku oseckému klášteru. R. 1797 založeno místní bratrstvo Bolestné P. Marie, které po 20 letech mělo 30 tis. členů. Počátkem 20. stol. ročně kol. 20 tis. poutníků. Hlavní svátky: mariánský Velký pátek (po 5. neděli postní), 3., 4., 5. neděle velikonoční a všechny letní mariánské svátky. | 50°34′25″ s. š., 13°39′51″ v. d. Bohoslužby 43752/5-376 (Pk•MIS•Sez•Obr•WD) (Q12030484)                                           |                                                                        |                                                                        |                                                                        |
| 40.                                                                    | Most Kostel Nanebevzetí P. Marie                                       |                                                                        | Zahražanská madona Soška z kláštera magdalenitek z r. kol. 1380. Sošku zmiňuje v r. 1660 B. Balbín i atlas A. Sartoria z r. 1717. Po josefinských reformách přenesena na hlavní oltář kostela Nanebevzetí P. Marie v Mostě. Zahražany mezi poutními místy se už pak neuvádějí, viz Poutní místa v Čechách Z. Boháč. | 50°31′4″ s. š., 13°38′55″ v. d. Bohoslužby 43753/5-378 (Pk•MIS•Sez•Obr•WD) (Q2025940)                                             |                                                                        |                                                                        |                                                                        |
| 41.                                                                    | Osek Kostel sv. Petra a Pavla                                          |                                                                        | Kamenná milostná socha Zvaná lat. „Statua Beatae Mariae Visitantis“ stála původně u cesty do Lomu u Mostu na podstavci s vyobrazením hříšníků v pekelném ohni, na který věřící kladli peníze. Přenesena v r. 1799 do oseckého klášteřa a z rozhodnutí biskupa Chlumčanského 24. 7. 1804 do oseckého farního kostela. | 50°37′17″ s. š., 13°42′16″ v. d. Bohoslužby Noc kostelů 42516/5-2720 (Pk•MIS•Sez•Obr•WD) (Q15290693)                              |                                                                        |                                                                        |                                                                        |
| 42.                                                                    | Rumburk Loretánská kaple P. Marie při kapucínském klášteře             |                                                                        | Kopie „Černé Madony“ z Altöttingu V loretě z let 1704–1709 na oltáři umístěna kopie „Černé Madony“. Rumburští kapucíni vybudovali po vzoru německé altöttingské lorety poutní místo navštěvované zvláště katolickými lužickými Srby. Největší návštěvnost byla na slavnost Porciunkule 2. srpna. Od 2. pol. 19. stol. poutníci spojují pouť do filipovské baziliky se zastavením u „Černé Madony“. | 50°57′12″ s. š., 14°33′17″ v. d. Bohoslužby Noc kostelů 19486/5-3864 (Pk•MIS•Sez•Obr•WD) (Q8408381)                               |                                                                        |                                                                        |                                                                        |
| 43.                                                                    | Ruprechtice Kaple Matky Boží U Obrázku                                 |                                                                        | Obraz Neposkvrněného početí Panny Marie Byla zde byla studánka. Na strom u ní neznámý dárce pověsil obraz mariánský obraz. Voda se pokládla za léčivou. Byl zde postaven Římskokatolický jubilejní kostel U Obrázku (Rőmisch-katolische Jubiläums Bildkirche), který vysvětil 27. 7. 1907 biskup V. Frind. | 50°47′41″ s. š., 15°4′28″ v. d. Bohoslužby 44117/5-5597 (Pk•MIS•Sez•Obr•WD) (Q12030307)                                           |                                                                        |                                                                        |                                                                        |
| 44.                                                                    | Sněžná Kostel P. Marie Sněžné                                          |                                                                        | Zasvěcení kostela Panně Marii Sněžné Místo navštěvované již v 1. pol. 18. století. Původní kaple postavená r. 1732 manžely Liebschovými byla zvětšena r. 1847. Navštěvována byla na mariánské svátky. Od 19. století byla pouť omezena na 5. 8. (svátek P. Marie Sněžné). Poutě pokračují i v 21. stol. | 50°55′22″ s. š., 14°28′19″ v. d. Bohoslužby 23752/5-4079 (Pk•MIS•Sez•Obr•WD) (Q20057662)                                          |                                                                        |                                                                        |                                                                        |
| 45.                                                                    | Trmice Kostel Narození P. Marie                                        |                                                                        | Dřevěná barokní soška Panny Marie Poutnímu místu dal vzniknout místní farář K. V. Dont. 3. 9. 1731 posvětil biskup Vratislav z Mitrovice v trmickém kostele mariánský oltář s asi 50 cm vysokou dřevěnou barokní soškou P. Marie. Poutě chodily o letních mariánských svátcích. Roku 1742 byla socha přenesena na hlavní oltář. Ve 21. stol. jsou poutě obnoveny. | 50°38′34″ s. š., 13°59′41″ v. d. Bohoslužby Pouť 42925/5-276 (Pk•MIS•Sez•Obr•WD) (Q20057658)                                      |                                                                        |                                                                        |                                                                        |
| 46.                                                                    | Údlice Kostel Povýšení sv. Kříže                                       |                                                                        | Gotická dřevěná socha Madony Socha Madony pochází z období kol. r. 1410. Doklady o poutích již z r. 1669. V r. 1677 umístěna na hlavní oltář údlického kostela do románské apsidy. V r. 1754 zaznamenáno celkem 32 vyslyšených proseb. Roku 1784 socha renovována. Josefinský zákaz poutí znamenal úpadek poutí. Pozdější poutě mají jen místní význam. Roku 1900 socha byla zrenovována. | 50°26′22″ s. š., 13°27′32″ v. d. Bohoslužby 26425/5-788 (Pk•MIS•Sez•Obr•WD) (Q18511378)                                           |                                                                        |                                                                        |                                                                        |
| 47.                                                                    | Vilémov Kostel Nanebevzetí P. Marie                                    |                                                                        | Léčivá studánka a kostel Nanebevzetí Panny Marie Tradice začíná 19. 10. 1646, kdy došlo k uzdravení mladé Anny Grohmannové po napití ze studánky. Majitel panství Slavata postavil v místě kamennou kapličku s obrazem Bolestné P. Marie. Tu nahradil v r. 1726 kostel Nanebevzetí P. Marie s rodinnou hrobkou stavitelů kostela Salm-Reiferscheidů. Až do josefinských reforem při kostele sídlil i poustevník. O slavnosti Nanebevzetí P. Marie od 17. až do 19. stol. přicházela procesí, zvláště katoličtí lužičtí Srbové. | 50°59′20″ s. š., 14°19′46″ v. d. Bohoslužby 14619/5-4074 (Pk•MIS•Sez•Obr•WD) (Q20057657)                                          |                                                                        |                                                                        |                                                                        |
| 48.                                                                    | Vintířov Kaple P. Marie Pomocné                                        |                                                                        | Obraz Panny Marie na plátně Barokní kaple milostným obrazem P. Marie na tzv. Viničním vrchu postavena 1725–1727 hraběnkou Marií Polyxenou Losynthalovou Až do josefínských reforem hojně navštěvována. Později milostný obraz přenesen do kostela v Radonicích. V 19. století vzrostla poutní aktivita, zvláště v oktávu Navštívení P. Marie. Roku 1845 instalován nový obraz P. Marie, kopie Murillovy Matky Boží ze 17. stol. Na počátku 20. stol. přicházely 2–4 tis. poutníků ročně. | 50°18′40″ s. š., 13°16′33″ v. d. Bohoslužby 42016/5-858 (Pk•MIS•Sez•Obr•WD) (Q19660690)                                           |                                                                        |                                                                        |                                                                        |
| 49.                                                                    | Zdislava Kostel sv. Jana Křtitele                                      |                                                                        | Milostná socha sedící Panny Marie s Ježíškem Socha 80 cm vysoká byla vytvořena zřejmě v Žitavě v 17. stol. Nalezena nádeníkem na půdě krčmy v obci Zdislava. Socha brzy přenesena do místního kostela. Počet poutníků k ní díky zázračným uzdravením narostl. Díky tomu byl r. 1780 v místě ustanoven kněz-expositus. V r. 1898 byl mariánský oltář P. Marie zrenovován. Poutě přetrvaly do 21. stol.. | 50°45′44″ s. š., 14°52′29″ v. d. Bohoslužby 14442/5-4515 (Pk•MIS•Sez•Obr•WD) (Q19602294)                                          |                                                                        |                                                                        |                                                                        |
| Mariánská poutní místa se zaniklou stavbou                             |                                                                        |                                                                        | | |                                                                        |                                                                        |                                                                        |
| 50.                                                                    | Mírkov Kaple Navštívení P. Marie                                       |                                                                        | Jeskyně se sochou Panny Marie Po roce 1800 soška P. Marie nalezená E. Rösslerem (Mojžíř čp. 20) umístěna do jeskyně nad Mírkovem. V roce 1858 postavena jeskynní kaple, kam o tzv. „mírkovském svátku“ v neděli po Navštívení P. Marie 2. července přicházeli poutníci. Poutě trvaly až do pol. 20. stol. Ve 21. stol. kaple neexistuje, zachovala se pouze jeskyně. | 50°41′25″ s. š., 14°6′48″ v. d.                                                                                                   |                                                                        |                                                                        |                                                                        |
|                                                                        |                                                                        |                                                                        | | |                                                                        |                                                                        |                                                                        |
| Poutní místa s úctou k různým svatým                                   |                                                                        |                                                                        | | |                                                                        |                                                                        |                                                                        |
| 51.                                                                    | Dubice Kostel sv. Barbory                                              |                                                                        | Socha sv. Barbory Původní pohřební kaple rodu Sršů z Dubice ze 14. stol., přestavěná na kostel v l. 1589–1595, který byl zbarokizován 1634–1641. Poutě začaly již před protireformací. Kromě P. Marie zde byla uctívána i socha sv. Barbory. Po třicetileté válce byla poutní aktivita organizována ústeckými dominikány. Tři hlavní dubické poutě: 1. května mariánská, 22. července sv. Maří Magdalény a 4. prosince sv. Barbory. | 50°35′24″ s. š., 14°1′21″ v. d. Bohoslužby 42606/5-165 (Pk•MIS•Sez•Obr•WD) (Q20057666)                                            |                                                                        |                                                                        |                                                                        |
| 52.                                                                    | Jablonné v Podještědí Bazilika sv. Vavřince a sv. Zdislavy             |                                                                        | Hrob sv. Zdislavy Od počátku umístěn v chrámu sv. Vavřince v Podještědí. Zdislavin hrob byl zásluhou mosteckého rodáka Pontana z Breitenberku díky spisu Spirituale Regni Bohemiae znám od roku 1599 v celé zemi. Neustále rostla úcta k ní jako k ochránkyni manželství a rodiny. V r. 1907 byla blahořečena a 21. 5. 1995 ji Jan Pavel II. svatořečil. | 50°45′56″ s. š., 14°45′44″ v. d. Bohoslužby Noc kostelů 23458/5-2997 (Pk•MIS•Sez•Obr•WD) (Q4121983)                               |                                                                        |                                                                        |                                                                        |
| 53.                                                                    | Jedlka Kostel sv. Anny                                                 |                                                                        | Úcta k patronce kostela sv. Anně V r. 1234 dřevěná kaple v Jedlce povýšena a upravena na farní kostel. Raně gotický kostel byl pozdně goticky přestavěn. Částečně zbarokizován v l. 1716–1723, kdy byla přestavěna věž a loď. Pouť se konala na svátek a v oktávu sv. Anny. Poutě zaznamenány od poč. 18. stol.. Po r. 1989 devastován. Od r. 2008 rekonstruován a v sobotu 22. 9. 2012 biskupem Janem Baxantem požehnán. Od té doby se zde opět konají poutě. | 50°44′38″ s. š., 14°16′43″ v. d. Bohoslužby Noc kostelů 19934/5-3830 (Pk•MIS•Sez•Obr•WD) (Q20057664)                              |                                                                        |                                                                        |                                                                        |
| 54.                                                                    | Kadaň Kostel 14 sv. pomocníků při františkánském klášteře              |                                                                        | Úcta ke 14 sv. pomocníkům Gotický františkánský klášterní kostel vysvěcený r. 1480 a rozšířený v r. 1749 s oltářem 14 sv. pomocníků. Zakladatel Jan Hasištejnský z Lobkovic (1450–1517), autor knihy Putování ke svatému hrobu (1515) klášter založil po návratu ze Svaté země. Úcta ke 14. sv. pomocníkům narůstala zvláště v 17. a 18. století. Na počátku 20. století přicházelo ročně přes 1200 poutníků. Na začátku 21. stol. kostel i klášter opravován z programu IROP. Otevření plánováno v pol. r. 2021. | 50°22′44″ s. š., 13°15′30″ v. d. Bohoslužby 26557/5-923 (Pk•MIS•Sez•Obr•WD) (Q20057676)                                           |                                                                        |                                                                        |                                                                        |
| 55.                                                                    | Lobendava Kaple sv. Anny                                               |                                                                        | Dřevěná socha sv. Anny Podle místní tradice uviděl jeden lobendavský občan při své cestě Saskem děti, jak při nějaké hře táhnou na provázku dřevěnou sošku sv. Anny. Koupil ji tedy od nich a věnoval lobendavskému kostelu. Pozdně gotická socha z počátku 16. století, kterou koupil místní občan od dětí jenž si s ní hrály. Vystavena nejprve na kopci sv. Jáchyma v prosté dřevěné kapli. Nahrazena r. 1776 kamennou barokní kaplí, rozšířenou r. 1857. V trojlodní kapli byly poutě zejména v oktávu sv. Anny. Poutě ke sv. Anně přetrvaly až do 21. stol. | 51°0′58″ s. š., 14°19′40″ v. d. Bohoslužby 46226/5-3815 (Pk•MIS•Sez•Obr•WD) (Q20057611)                                           |                                                                        |                                                                        |                                                                        |
| 56.                                                                    | Mnichovo Hradiště Kaple sv. Anny při bývalém kapucínském klášteře      |                                                                        | Socha sv. Anny Kapucínský kostel z r. 1698 sv. Tří králů k němuž byla v letech 1721–1724 postavena kaple sv. Anny. Zde umístěna socha sv. Anny zakoupená vrchností. V místní rodinné hrobců Valdštejnů bylo uloženo i tělo Albrechta z Valdštejna. Když se r. 1713 oblasti vyhnul mor, místní byli přesvědčeni, že se to stalo na přímluvu sv. Anny. Z vděčnosti za ochranu byla r. 1714 na prostranství před kostelem postavena socha sv. Anny k níž přicházela procesí. Proto byla po roce 1723 přistavěna zmíněná barokní kaple sv. Anny. | 50°31′45″ s. š., 14°58′24″ v. d. Bohoslužby 29166/2-1677 (Pk•MIS•Sez•Obr•WD) (Q25455160)                                          |                                                                        |                                                                        |                                                                        |
| 57.                                                                    | Novosedlice Kostel sv. Valentina                                       |                                                                        | Ostatky sv. Valentina V novosedlickém kostele, který je znám již ve 14. století se podle místní staré tradice chovají odnepaměti ostatky sv. Valentina a jeho obraz, které se vždy těšily zbožné úctě. Na svátek sv. Valentina sem přicházelo až na osm tisíc poutníků, kteří relikvie uctívali políbením. Po celý týden se pak v tomto chrámu konala kázání. | 50°39′30″ s. š., 13°49′19″ v. d. Bohoslužby 43229/5-2693 (Pk•MIS•Sez•Obr•WD) (Q20057673)                                          |                                                                        |                                                                        |                                                                        |
| 58.                                                                    | Zahrádky Kostel sv. Barbory                                            |                                                                        | Úcta ke sv. Barboře a ke 14 sv. pomocníkům V tomto kostele bylo uctíváno Čtrnáct svatých Pomocníků. Na hlavním oltáři je obraz sv. Barbory, který je obklopen 13 sochami svatých: sv. Jiří, sv. Blažej, sv. Erasmus, sv. Pantaleon, sv. Vít, sv. Kryštof, sv. Dionysius, sv. Cyriak, sv. Achácius, sv. Eustach, sv. Jiljí, sv. Markéta a sv. Kateřina. Na den svátku Čtrnácti sv. Pomocníků 8. srpna sem přicházelo ještě v 1. polovině 20. století na dva tisíce poutníků. | 50°37′30″ s. š., 14°31′47″ v. d. Bohoslužby Noc kostelů 45588/5-3406 (Pk•MIS•Sez•Obr•WD) (Q12030599)                              |                                                                        |                                                                        |                                                                        |
| Poutní místa s úctou ke svatým se zaniklou stavbou                     |                                                                        |                                                                        | | |                                                                        |                                                                        |                                                                        |
| 59.                                                                    | Albrechtice Kaple sv. Linharta                                         |                                                                        | Obraz sv. Linharta V albrechtické kapli byl uchováván obraz sv. Linharta, který byl zde zobrazen v černém hávu s pastýřskou holí v jedné ruce a druhou rukou jak žehná. Byl obklopen domácími zvířaty. Když v roce 1749 řádil v okolí Albrechtic dobytčí mor, učinili zdejší obyvatelé slib, že když budou moru ušetřeni, budou každoročně slavit svátek sv. Linharta jako „festum fori cum octava“. Když se skutečně Albrechticím dobytčí mor vyhnul, stal se obraz sv. Linharta cílem poutí rolníků ze širokého okolí. Místní úcta ke sv. Linhartovi přetrvala až do 1. poloviny 20. století.                                                                           | 50°33′11″ s. š., 13°31′14″ v. d. (Q19853004)                                                                                      |                                                                        |                                                                        |                                                                        |
| 60.                                                                    | Lužice Kaple sv. Blažeje                                               |                                                                        | Úcta ke sv. Blažejovi a studánka s léčivým pramenem Stranou obce Lužice byla na malé výšině postavena kaple sv. Blažeje, která byla však zničena Švédy během třicetileté války. Posléze byla obnovena a v roce 1778 zde byla postavena nová kaple, která bylo roku 1840 opravena. U kaple se nacházela studánka s léčivou vodou. Toto místo bývalo hojně navštěvováno a ještě na počátku 20. století se ročně přicházelo okolo tisíce poutníků. | 50°29′48″ s. š., 13°45′47″ v. d. (Q20051309)                                                                                      |                                                                        |                                                                        |                                                                        |
|                                                                        |                                                                        |                                                                        | | |                                                                        |                                                                        |                                                                        |